# Vitträsk hällmålning
Vitträsk hällmålning (finska: Vitträskin kalliomaalaus) är en hällmålning vid sjön Vitträsk i Kyrkslätt i det finländska landskapet Nyland. Målningen är den första hällmålningen som hittats i Finland. Det var Finlands nationalkompositör Jean Sibelius som hittade målningen den 25 januari 1911. Det tog dock sex år innan arkeologen och Arkeologiska kommissionens amanuens Aarne Europaeus granskade platsen och konstaterade att det var fråga om Finlands första hällmålning.

## Hällmålningen
Vitträsk hällmålning finns på en mycket jämn granitvägg som kallas Båstadsberg. Klippan reser sig ur sjön som branta, trappstegsliknande avsatser. Hällmålningarna finns ovanför den andra avsatsen på en något inåtlutande klippvägg. Bilderna finns omkring 16 meter ovanför sjöns yta. Den mest kända och synligaste bilden är en cirka 52 x 40 cm stor fyrkantig geometrisk bild som liknar ett nät. En liknande bild intill den är bara delvis bevarad och de övriga tre bilderna som finns högre upp på klippväggen är fragmenterade och mycket svåra att se. Bilderna är utplacerade över ett cirka fem meter långt område på klippväggen.
Oftast föreställer hällmålningar i Finland människor, båtar och älgar och därför är Vitträsks hällmålning annorlunda än de övriga hällmålningarna i landet. Geometriska eller nätliknande hällmålningar har hittats i Finland också från Haukkavuori i Mäntyharju och Vetotaipale i Lieviskä i Puumala. I Norge har hällristningar som påminner om målningarna vid Vitträsk hittats i Alta, Bardal och Hell.
Vitträsk hällmålning har målats från avsatsen framför klippväggen och därför kan den inte dateras med hjälp av den strandförskjutningskronologi som ofta används vid datering av stenåldersboplatser.